# Светско првенство у даљинском пливању 2015 — екипно
Пливачки маратон на 5 километара у екипној мешовитој конкуренцији у оквиру Светског првенства у воденим спортовима 2015. бит ће одржан 30. јула на пливалишту на реци Казањки у Казању (Русија).
За такмичење је пријављена укупно 21 репрезентација, а сваки тим је састављен од по три такмичара (два мушкарца и једне девојке). Титулу из 2013. брани репрезентација Немачке.

## Освајачи медаља
|  | Резултат |  | Резултат |  | Резултат |
|  |          |  |          |  |          |
|  |          |  |          |  |          |

## Земље учеснице
Укупно 21 земља је пријавила своје учешће у овој дисциплини, односно учестовало је укупно 63 такмичара (42 мушкарца и 21 жена).
| - Аргентина (3) - Аустралија (3) - Бразил (3) - Венецуела (3) - Грчка (3) - Египат (3) | - Италија (3) - Јужна Африка (3) - Казахстан (3) - Кина (3) - Мађарска (3) | - Мексико (3) - Немачка (3) - Португал (3) - Русија (3) - САД (3) | - Француска (3) - Холандија (3) - Хонгконг (3) - Чешка (3) - Шпанија (3) |

## Резултати
| Пласман | Пливачи      | Држава                                                  | Резултат |
| ------- | ------------ | ------------------------------------------------------- | -------- |
|         | Aргентина    | Гиљермо Бертола Сесилија Бјађоли Габријел Виљагоиз      |          |
|         | Aустралија   | Мелиса Горман Сајмон Хуитенга Џерод Порт                |          |
|         | Бразил       | Виктор Колонезе Алан до Кармо Бетина Лорсхејтер         |          |
|         | Кина         | Јен Сију Јанг Ђинтонг Цу Лиђујен                        |          |
|         | Чешка        | Алена Бенешова Матеј Козубек Јан Кутник                 |          |
|         | Египат       | Јусеф Хосамелдин Рим Касим Адел Рагаб                   |          |
|         | Шпанија      | Антонио Аројо Ектор Руиз Ерика Виљаесија Гарсија        |          |
|         | Француска    | Давид Обри Орели Милер Марк-Антоан Оливије              |          |
|         | Немачка      | Изабел Херле Роб Муфелс Кристијан Рајхерт               |          |
|         | Грчка        | Калиопи Араузу Адониос Фокаидис Спиридон Јаниотис       |          |
|         | Хонгконг     | Кван Хо Јин Квок Чо Јиу Це Ц Фунг                       |          |
|         | Мађарска     | Гергељи Ђурта Ева Ристов Данијел Секељи                 |          |
|         | Италија      | Ракеле Бруни Симоне Ерколи Федерико Ванели              |          |
|         | Kазахстан    | Кенесари Кененбајев Виталиј Худјаков Ксенија Романчук   |          |
|         | Мексико      | Заира Карденас Данијел Делгадиљо Артуро Перез Верти     |          |
|         | Холандија    | Маркел Схаутен Шарон ван Рувендал Фери Вертман          |          |
|         | Португал     | Васко Гаспар Рафаел Гил Ангелика Марија                 |          |
|         | Јужна Африка | Чад Хо Данијел Мараис Мишел Вивер                       |          |
|         | Русија       | Сергеј Бољшаков Анастасија Крапивина Данил Серебреников |          |
|         | САД          | Бека Ман Шон Рајан Џордан Вилимовски                    |          |
|         | Венецуела    | Вилдер Карењо Паола Перез Дијего Вера                   |          |